# Свети Атанасий (Певкохори)
Вижте пояснителната страница за други значения на Свети Атанасий.
„Свети Атанасий“ (на гръцки: Αγίου Ἀθανασίου) е възрожденска православна църква, разположена в село Певкохори на полуостров Касандра, Гърция.
Църквата е открита на 8 февруари 1843 година. Представлява каменна базилика, построени върху раннохристиянска църква. Над входа има изображение на Свети Атанасий, като от едната му страна има релеф на двуглав орел, а от другата релеф с датата на изграждане на храма. Под иконата са видими следите от пожар. Църквата е ремонтирана в 1963 г. и 1996 г.